# Viktorija (biljni rod)
Viktorija (lat. Victoria), maleni biljni rod vodenih trajnica iz porodice lopočevki. Sve vrste rastu u Južnoj Americi, i to divovski amazonski lopoč u bazenu Amazone (Brazil, Kolumbija, Bolivija, Peru i Gvajana), a uvezen je i na Javu, Indiju, Vijetnam i Trinidad i Tobago. Druga vrsta Santa Cruzov divovski lopoč je iz Argentine i Paragvaja, i ova vrsta uvezena je u Indiju.
Godine 2022. otkrivena je i opisana treća vrsta V. boliviana.

## Vrste
1. Victoria amazonica (Poepp.) Sowerby
2. Victoria boliviana Magdalena & L.T.Sm.
3. Victoria cruziana Orbign.

## Vanjske poveznice
|  | Zajednički poslužitelj ima još gradiva o temi Victoria (Nymphaeaceae) |
|  | Wikivrste imaju podatke o taksonu Victoria (Nymphaeaceae)             |